# Immigration
Ne doit pas être confondu avec l'automate cellulaire Immigration.
| Solde migratoire en 2015. - Solde migratoire positif - Solde migratoire stable - Solde migratoire négatif - Pas de données |

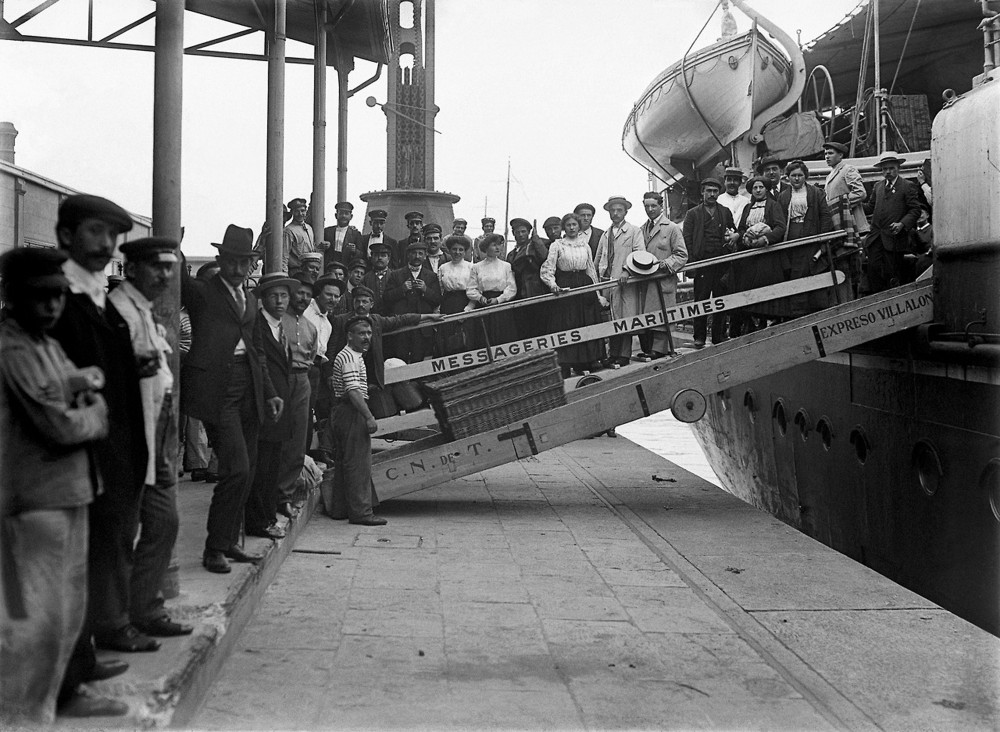
Immigrants européens arrivant en Argentine par un paquebot des Messageries maritimes (v. 1880-1900).

L'immigration est l'entrée, dans un pays, de personnes étrangères ou non-résidentes qui y viennent pour un long séjour ou pour s'y installer. Le mot immigration vient du latin in-migrare qui signifie « entrer dans un lieu ». Elle correspond, vue du côté du pays de départ, à l'émigration. Les motifs d'immigration peuvent être divers, incluant des raisons économiques, politiques, sociales ou environnementales. Ce mouvement de population a des implications profondes tant pour les pays d'origine que pour les pays d'accueil, touchant des aspects démographiques, économiques, culturels et politiques.

## Histoire

### De la Préhistoire à la Renaissance
Les études contemporaines d'archéopaléontologie, fondées sur la génétique, confirment que de grands mouvements migratoires existent depuis la Préhistoire, de l'Afrique vers l'Europe par exemple, qu'il se sont poursuivis durant l'Antiquité et après la Renaissance avec notamment la conquête de l'Amérique par les États européens.
On a longtemps pensé que les hommes préhistoriques, de l'Antiquité et de la période médiévale, étaient peu mobiles, mais les études génétiques et isotopiques de leurs restes montrent qu'outre quelques grandes vagues migratoires à échelle continentale (voire intercontinentales), bien avant l'apparition des moyens de locomotion mécaniques modernes (train, voiture, avion, etc.), des mouvements migratoires nombreux et diffus existaient à des échelles régionales et locales.
Une part de la population (religieux, marchands, enseignants, militaires, agents de l'État, certains artisans, bateliers et marins…) était plus mobile et souvent source de mélanges de population par exogamie ou enfants dits « illégitimes ».
Les analyses génétiques montrent qu'il n'existe pas de population moderne « purement » nationale ou européenne ; l'ADN et les isotopes conservés dans les dents et ossements anciens montrent au contraire que chaque individu résulte de migrations anciennes répétées et que les racines des peuples du monde sont très enchevêtrées. Peu de personnes descendent réellement directement des squelettes préhistoriques ou anciens trouvés près de leurs lieux de résidence. Presque tous les Européens dits indigènes présentent des gènes provenant au moins de trois vagues migratoires majeures survenues dans les 15 000 dernières années, dont deux venant du Moyen-Orient.
Dans le monde, seule une poignée de groupes (par exemple les aborigènes d'Australie) ont des lignées anciennes pas ou peu mélangées avec celles d'immigrants.
Le terme « immigration » a été inventé au XVIIe ou au XVIIIe siècle pour désigner les mouvements de population pacifiques entre les États-nations émergents.

### De la Révolution industrielle à la Seconde guerre mondiale
En Occident, avec la Révolution industrielle et l'apparition de nouveaux États (États-Unis, Allemagne, Italie), l'immigration fait plus référence aux nationalités et aux diasporas, comme la Polonia qui émigre dans les charbonnages de la Ruhr allemande.
Alors que l'Europe est, pendant plusieurs siècles, à l'origine de plusieurs vagues d'émigrations déclenchées par des crises, elle se tourne au XXe siècle vers l'immigration. Elle est parfois organisée à grande échelle comme en France au début des années 1920, quand la pénurie de main-d'œuvre touche des secteurs aussi divers que l'acier, le charbon, l'automobile et l'armement, avec des lois l'encourageant et la création, en 1924, de la Société générale d'immigration.

### À partir de la Seconde guerre mondiale
À la suite de la Seconde guerre mondiale, les populations immigrées sont principalement liées aux réfugiés de guerre. Dans les décennies qui suivent (années 1950 et 1960), les migrations en lien avec les processus de décolonisation en Afrique et en Asie deviennent majoritaires, en particulier vers la Grande-Bretagne et la France. En France, durant toute cette période de reconstruction d'après-guerre (Trente Glorieuses), les besoins de main-d'œuvre ont aussi soutenu l'immigration en provenance de pays européens plus défavorisés.
À la fin du XXe siècle, à la suite notamment de la guerre du Kosovo, des réfugiés sont arrivés en France pour fuir la guerre, et ont été accueillis au centre d'hébergement et d'accueil d'urgence humanitaire de Sangatte.
Elle est devenue prenante et forte mise en lumière ceci à la suite d'un décès, la mort d'Alan Kurdi le 2 septembre 2015, durant la Crise migratoire en Europe de 2015, la question des réfugiés est ensuite devenue centrale dans l'Ue, Angela Merkel y sera une fervente partisane contrairement au hongrois Viktor Orbán avec Wir shaffen das en ouvrant largement la frontière 3 jours avant ce drame le 31 août 2015, même si cette dernière reniera en partie son slogan après, par la suite, Orban, choisissant, de la fermer la frontière et de mettre un mur à côté de celle-ci avec la Barrière frontalière hongroise le 17 juin 2015, voulant selon lui empêcher les illégaux de rentrer en Hongrie.
L'Union Européenne veut créer depuis le 20 avril 2015 le pacte sur la migration et l'asile malgré l'opposition de la Pologne ainsi que de la Hongrie, le ministre Mateusz Morawiecki profitant, lui, des émeutes consécutives à la mort de Nahel Merzouk pour instrumentaliser ce sujet en évitant l'accueil de ses personnes, la porte-parole du secrétariat des Nations unies, Ravina Shamdasani a dénoncée notamment la discrimination et le racisme régnant dans les forces de l'ordre en appelant, elle, à y porter remède à la suite de cette malheureuse affaire.
Plus récemment, le naufrage de l'Adrianna en Messénie en 2023 relance la question de l'accueil des réfugiés sur le sol français voire européen.

## Motivations à l'émigration

Immigrants européens au Brésil
Photo de Guilherme Gaensly, vers 1890.

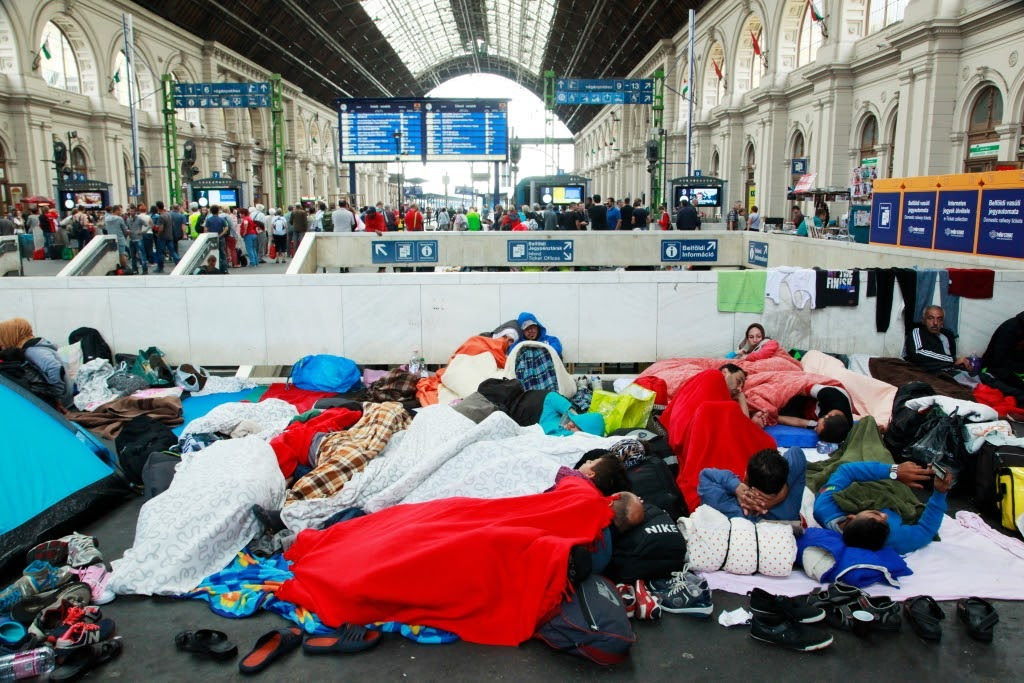
Accueil dans la gare de Budapest-Keleti, 4 septembre 2015.

Dans une majorité des cas, l'immigration est la conséquence d'une contrainte vécue dans son pays d'origine, et est déclenchée par de meilleures perspectives d'emploi et de conditions de vie dans le pays de destination.
Pour le migrant, l'émigration peut avoir une ou plusieurs motivations :
- professionnelle ; s'il ne s'agit que d'une mission de longue durée à l'étranger ou d'une période d'études on parlera plutôt de mobilité, ou d'expatriation ;
- politique (réfugié politique fuyant les persécutions) ;
- sécuritaire, notamment en cas de guerre dans le pays d'origine ;
- économique (habitant de pays pauvres ou réfugié écologique cherchant un meilleur niveau de vie dans les pays riches, éventuellement temporairement) ;
- personnelle (volonté de s'installer dans un pays par goût, par exemple si l'on se reconnaît dans ses valeurs) ;
- familiale (rejoindre le conjoint, l'enfant déjà installé) ;
- fiscale (l'installation dans un pays offrant un niveau d'imposition moins élevé).

Pour certains États, régions ou localités, l'immigration est un moyen de compenser un déficit des naissances ou encore d'assurer une quantité ou qualité de main-d'œuvre suffisante. Toutefois, l'immigration illégale va au-delà des souhaits des pays d’arrivée.
Aujourd'hui, les flux de migrations sont orientés aussi bien des pays en développement vers les pays développés que d'un pays développé vers un autre et d'un pays en développement vers un autre pays en développement (Sud-Sud). Les plus forts taux de travailleurs immigrés dans la population active se retrouvent dans les pays du Golfe Persique : 90 % aux Émirats arabes unis, 86 % au Qatar, 82 % au Koweït.
Un migrant peut être en situation irrégulière au regard de la législation sur l'immigration en vigueur dans le pays de destination.
Des communes victime d'exode rural, comme Riace depuis 1998, en Italie ont une politique volontariste d'accueil de l'immigration afin notamment d'entretenir leur démographie et la vie économique locale. En 2011, l'Osservatore Romano (le quotidien du Vatican) a cité cette bourgade comme un exemple à suivre vis-à-vis des immigrés.
D'après l'historien Benoît Bréville, citant notamment l'exemple de l'ALENA nord-américaine, les accords de libre-échange favorisent généralement les mouvements de population.

## Suivi statistique

### Données générales
D'après le rapport du Secrétaire général de l'Organisation des Nations unies (ONU) sur les migrations internationales et le développement, remis en 2006, le monde compterait près de 200 millions de migrants. Un tiers environ se sont rendus d'un pays en développement vers un autre et un autre tiers d'un pays en développement vers un pays développé. Chaque pays adopte ses propres normes pour identifier les immigrés et les compter. Ceci affecte directement la quantité et la proportion d'immigrés. Ainsi en France, on réserve la dénomination d’immigré aux seules personnes « nées étrangères à l’étranger », en excluant les personnes nées françaises (cas des Harkis, rapatriés d'Algérie, etc.). Par contre, selon la définition des Nations unies, est immigrée toute « personne née dans un autre pays que celui où elle réside ». Elle peut avoir la nationalité de son pays de naissance ou avoir une autre nationalité, notamment celle du pays dans lequel elle réside. Dans le premier cas, elle est étrangère, et dans le dernier, elle ne l’est pas, ayant la nationalité du pays où elle habite.

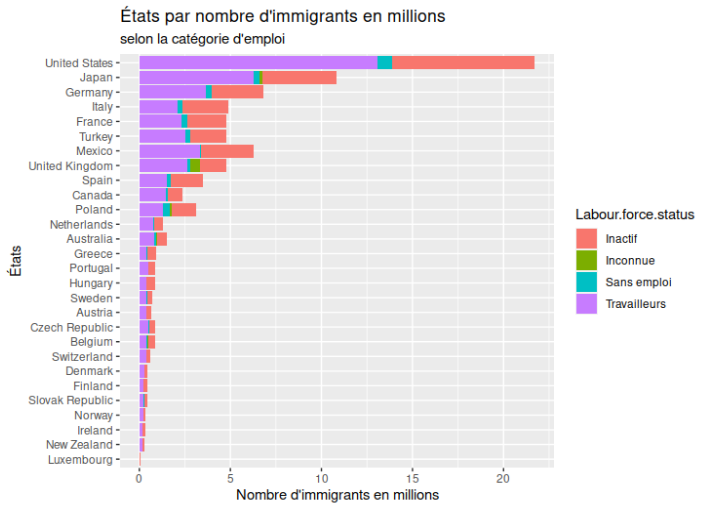
La source : https://stats.oecd.org/Index.aspx?DataSetCode=MIG

Selon la définition des Nations unies précisée ci-dessus, la proportion des immigrés dans plusieurs pays en 2010 était la suivante, :
| Pays                | % Immigrés (2010) | Pays d'origine les plus représentés                             |
| ------------------- | ----------------- | --------------------------------------------------------------- |
| Émirats arabes unis | 70 %              | Inde, Pakistan, Bangladesh, Philippines, Somalie                |
| Luxembourg          | 35 %              | Portugal, Belgique, France, Allemagne, Italie, Serbie           |
| Suisse              | 23 %              | Italie, Portugal, Allemagne, Kosovo, Espagne, Turquie           |
| Australie           | 22 %              | Royaume-Uni, Nouvelle-Zélande, Chine, Inde, Italie              |
| Canada              | 21 %              | Philippines, Chine, Inde, Pakistan, Iran, États-Unis            |
| Allemagne           | 19 %              | Turquie, Pologne, Italie, Roumanie, Grèce, Croatie              |
| Autriche            | 16 %              | Allemagne, Turquie, Serbie, Pologne, Bosnie-Herzégovine         |
| Suède               | 14 %              | Finlande, Irak, Pologne, Iran, Serbie, Syrie, Somalie           |
| Espagne             | 14 %              | Roumanie, Maroc, Équateur, Bolivie, Colombie, Pérou             |
| États-Unis          | 13 %              | Mexique, Chine, Inde, Philippines, Rép. dominicaine             |
| France              | 11 %              | Algérie, Maroc, Tunisie, Portugal, Turquie, Chine               |
| Pays-Bas            | 10 %              | Turquie, Suriname, Maroc, Antilles néerlandaises                |
| Royaume-Uni         | 10 %              | Pakistan, Inde, Pologne, Irlande, Nigeria, Bangladesh, Jamaïque |
| Belgique            | 9 %               | Italie, Maroc, France, Roumanie, Pologne, Portugal, Turquie     |
| Italie              | 7 %               | Roumanie, Albanie, Maroc, Ukraine, Philippines, Chine, Inde     |

Les dix pays dans le monde qui comptent le plus d'immigrés en 2013 sont :
| Rang | Pays                | Nombre d'immigrés |
| ---- | ------------------- | ----------------- |
| 1    | États-Unis          | 45 785 090        |
| 2    | Russie              | 11 048 064        |
| 3    | Allemagne           | 9 845 244         |
| 4    | Arabie saoudite     | 9 060 433         |
| 5    | Émirats arabes unis | 7 826 981         |
| 6    | Royaume-Uni         | 7 824 131         |
| 7    | France              | 7 439 086         |
| 8    | Canada              | 7 284 069         |
| 9    | Australie           | 6 468 640         |
| 10   | Espagne             | 6 466 605         |

### Flux d'immigration par pays (2009-2012)
Cette section liste les principaux pays d'origine des immigrants arrivant en Australie, au Canada, aux États-Unis, en France et au Royaume-Uni. Les pourcentages correspondent à la part de chaque pays dans le nombre total d'immigrés légaux au cours de l'année donnée.
| Australie (2009) | Australie (2009) | Canada (2011)       | Canada (2011) | États-Unis (2011)      | États-Unis (2011) | France, (2010) | France, (2010) | Royaume-Uni, (2012) | Royaume-Uni, (2012) |
| Inde             | 18,6 %           | Philippines         | 14,1 %        | Mexique                | 13,5 %            | Algérie        | 12,4 %         | Inde                | 20,4 %              |
| Chine            | 12,9 %           | Chine               | 11,5 %        | Chine                  | 8,2 %             | Maroc          | 12,2 %         | Pakistan            | 10,1 %              |
| Nouvelle-Zélande | 8,4 %            | Inde                | 10,0 %        | Inde                   | 6,5 %             | Chine          | 7,2 %          | Nigeria             | 5,0 %               |
| Royaume-Uni      | 7,5 %            | États-Unis          | 3,5 %         | Philippines            | 5,4 %             | Tunisie        | 6,4 %          | Chine               | 4,9 %               |
| Philippines      | 4,0 %            | Iran                | 2,7 %         | République dominicaine | 4,3 %             | États-Unis     | 3,8 %          | Philippines         | 4,4 %               |
| Viêt Nam         | 3,4 %            | Royaume-Uni         | 2,6 %         | Cuba                   | 3,4 %             | Turquie        | 3,3 %          | Afrique du Sud      | 3,8 %               |
| Népal            | 3,0 %            | Haïti               | 2,5 %         | Viêt Nam               | 3,2 %             | Roumanie       | 2,9 %          | États-Unis          | 3,6 %               |
| Afrique du Sud   | 2,9 %            | Pakistan            | 2,4 %         | Corée du Sud           | 2,1 %             | Mali           | 2,8 %          | Australie           | 2,8 %               |
| Corée du Sud     | 2,4 %            | France              | 2,4 %         | Colombie               | 2,1 %             | Sénégal        | 2,5 %          | Bangladesh          | 2,5 %               |
| Malaisie         | 2,3 %            | Émirats arabes unis | 2,1 %         | Haïti                  | 2,1 %             | Russie         | 2,4 %          | Népal               | 2,5 %               |

Le rapport 2014 de l'OCDE sur les migrations internationales estime les entrées de migrants en 2013 dans l'OCDE à 3,8 millions, dont 990 000 aux États-Unis, 465 000 en Allemagne, 291 000 au Royaume-Uni, 258 900 en France, 258 400 en Italie, 253 500 en Australie et 209 800 en Espagne. L’OCDE relève que les migrations de travail ont diminué de façon continue depuis la crise économique, reculant de 12 % en 2012. Cette baisse a été particulièrement notable dans l’Espace économique européen, où les migrations de travail ont reflué de presque 40 % entre 2007 et 2012. À l'inverse, le conflit en Syrie a contribué à l’augmentation de 20 % du nombre de demandes d’asile en 2013. Au total, plus de 550 000 personnes ont déposé une demande dans un pays de l’OCDE.

### Afrique du Sud
Après la fin de l'apartheid, l'Afrique du Sud a commencé à accueillir des réfugiés venant d'autres pays africains (notamment des pays immédiatement voisins), souvent clandestins. Le gouvernement a mis en place une politique stricte vis-à-vis de l'immigration illégale : un million de personnes ont été reconduites à la frontière dans les années 1990.

### Argentine
En 2010, un total de 1 805 957 immigrés a été enregistré en Argentine.

### Australie
Tout comme les États-Unis et le Canada, l'Australie accueille un nombre important d'immigrés chaque année en particulier d’origine asiatique et européenne. L'Australie a une longue et fière tradition d'accueil des migrants, des réfugiés et des personnes vulnérables ayant des besoins humanitaires. Le nombre d'immigrants en 2021-2022 est passé à 395 000, comparativement à 146 000 l'année précédente, soit une augmentation de 171 %. L'assouplissement des restrictions de voyage international COVID-19 en 2021 a entraîné une augmentation des nouveaux arrivants.

### Canada

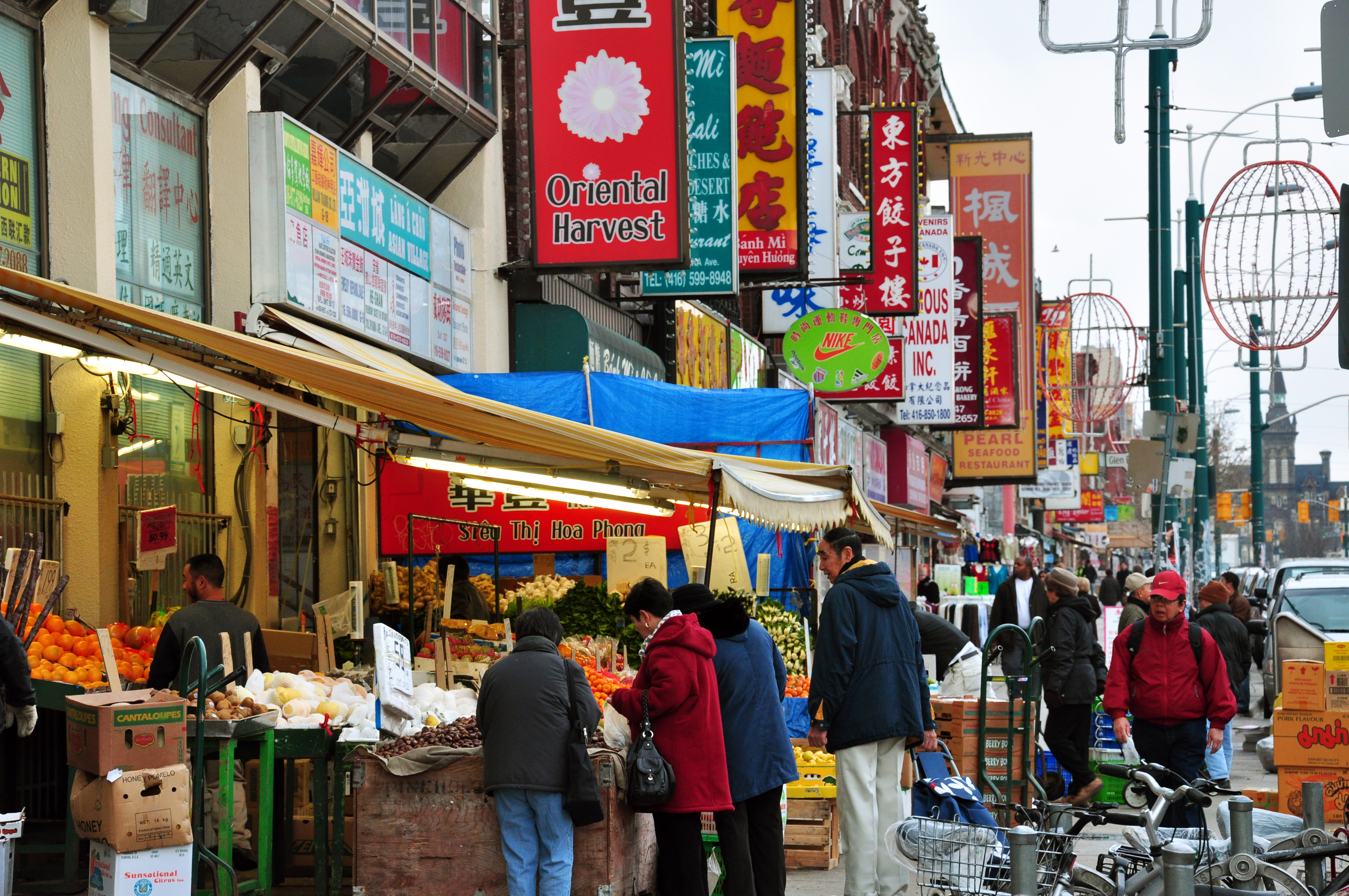
Chinatown au centre-ville de Toronto, Ontario.

Le statut de résident permanent peut être accordé à tout demandeur étranger après examen d'un dossier. Plusieurs programmes sont proposés dont le plus important est celui des travailleurs qualifiés qui a sélectionné 186 913 nouveaux immigrants économiques en 2010. Dans le cadre de ce programme, la sélection dépend de l'attribution de points suivant la formation, la profession, l'âge, les langues maîtrisées, etc., mais aussi d'un examen médical et d'une enquête de sécurité. À travers ses différents programmes, le Canada a accueilli 405 999 nouveaux résidents permanents en 2021.
Le programme d’immigration canadienne Entrée Express est l'un des plus prisés, il s’adresse aux personnes qui désirent venir vivre et travailler au Canada (à l’extérieur de la province de Québec).

### États-Unis
Près de huit millions de personnes se sont installées aux États-Unis entre 2001 et 2005, légalement ou illégalement, selon le Centre d'étude de l'immigration. C'est un rythme de 2,5 supérieur à celui de la grande vague d'Européens arrivés autour de 1910 sur le Nouveau Continent.
Les États-Unis accordent environ 675 000 visas aux immigrants chaque année, mais ceux-ci sont limités à 20 000 par pays. La règle est celle de l'ordre chronologique des demandes ; il existe deux grandes causes principales d'immigration : le regroupement familial et la recherche d'un travail. Depuis 1990, l'organisation passe aussi par l'attribution ou non de carte verte donnée à l'issue d'une loterie due à une forte demande. En raison d'une tradition de droit du sol, tout enfant né sur le territoire des États-Unis peut être déclaré citoyen américain. Le mariage avec une personne de nationalité américaine ne confère pas en revanche par ce seul fait la nationalité de ce pays.
En 2006, 1,2 million de clandestins ont été arrêtés en tentant d'entrer aux États-Unis via le Texas, l'Arizona, le Nouveau-Mexique et la Californie.

### Europe

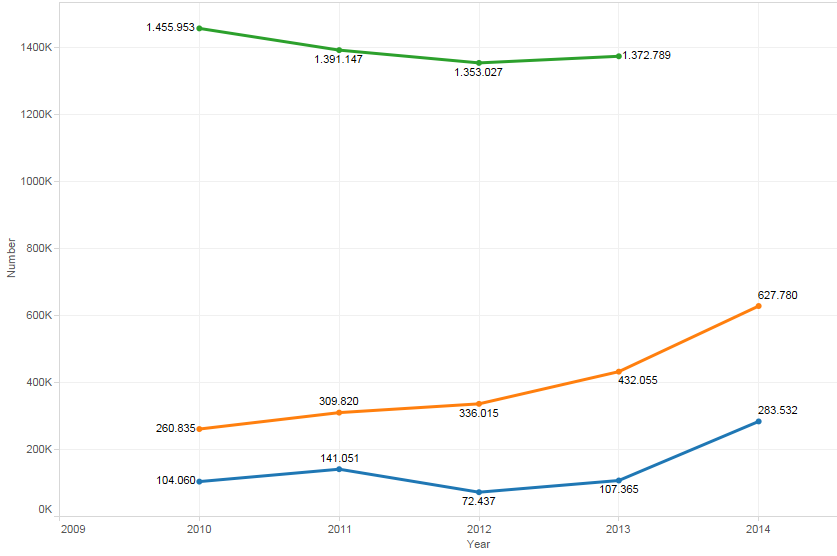
Immigration des non nationaux d'un État membre (vert), demandeurs d'asile (réfugiés) (orange) et passage de frontière hors cadre légal (bleu) dans l'Union européenne 2010-2014.

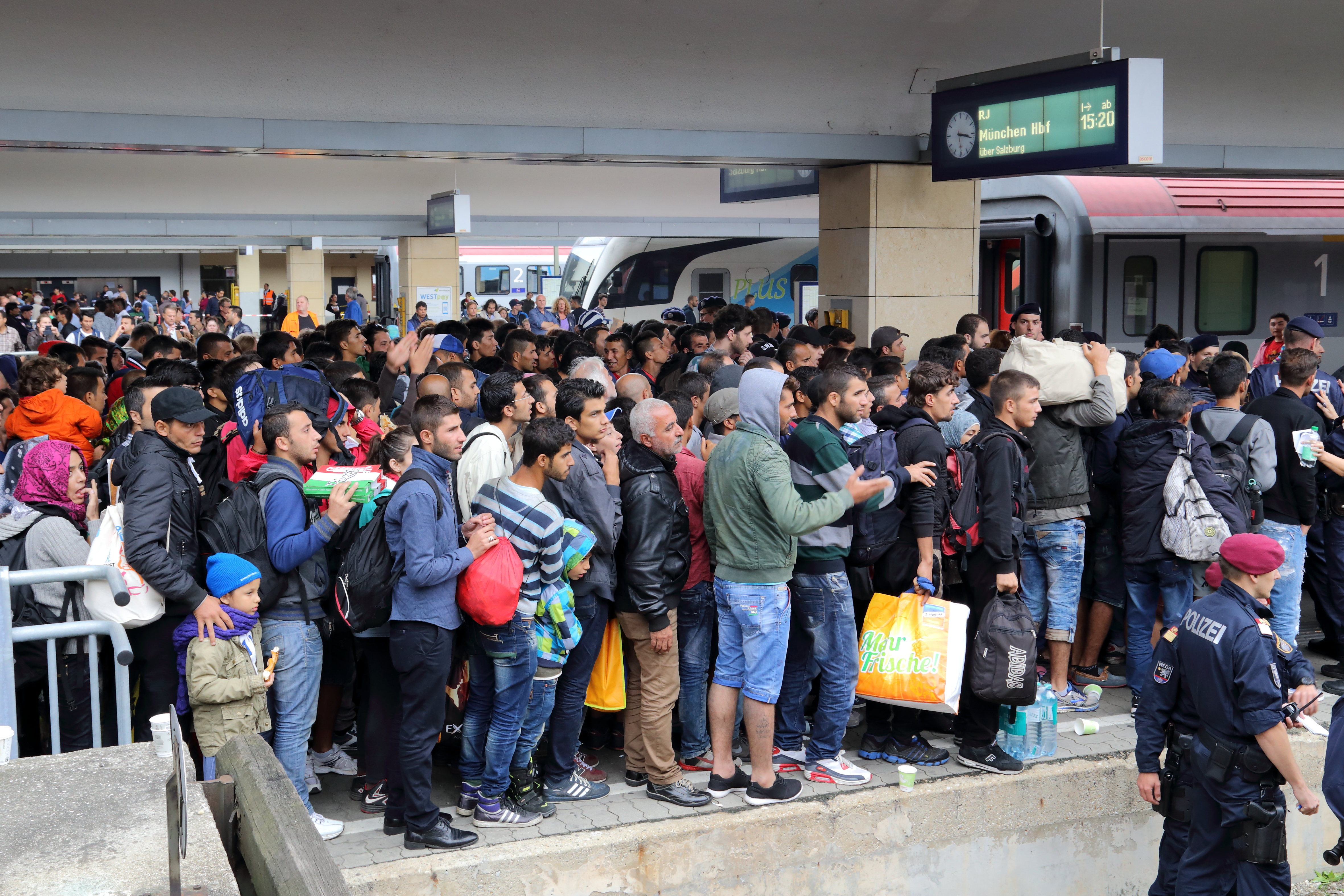
Gare de l'Ouest (Vienne), 5 septembre 2015, des migrants en chemin vers l'Allemagne.

La crise migratoire en Europe fait référence à l'augmentation dans les années 2010 du nombre de migrants — principalement des réfugiés — arrivant dans l'Union européenne via la mer Méditerranée et les Balkans, depuis l'Afrique, le Moyen-Orient et l'Asie du Sud.
Cette crise est notamment provoquée par les réfugiés syriens et érythréens.

#### Itinéraires

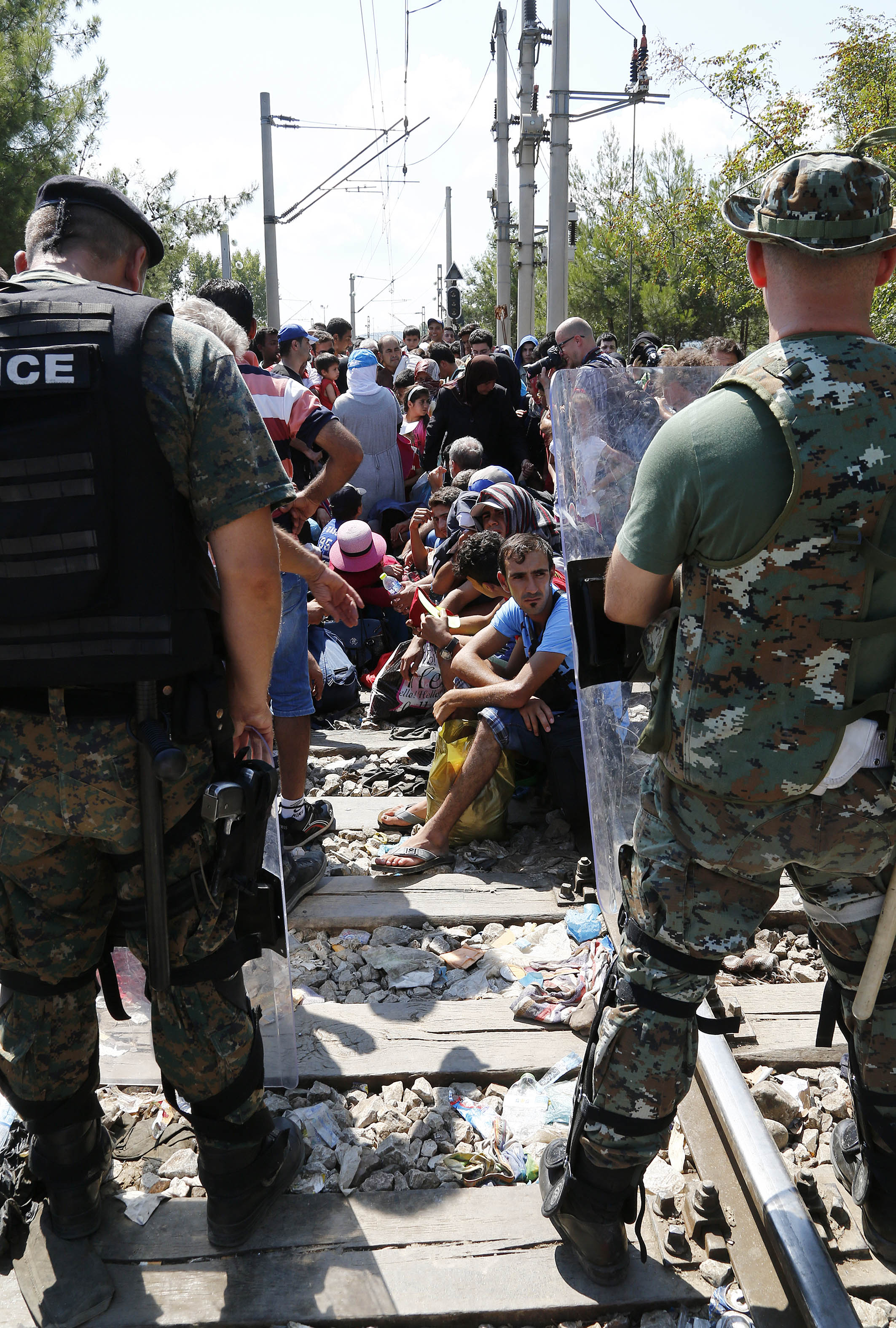
La police bloque un groupe de migrants essayant de passer la frontière entre la Grèce– et la Macédoine du Nord le 24 août 2015.

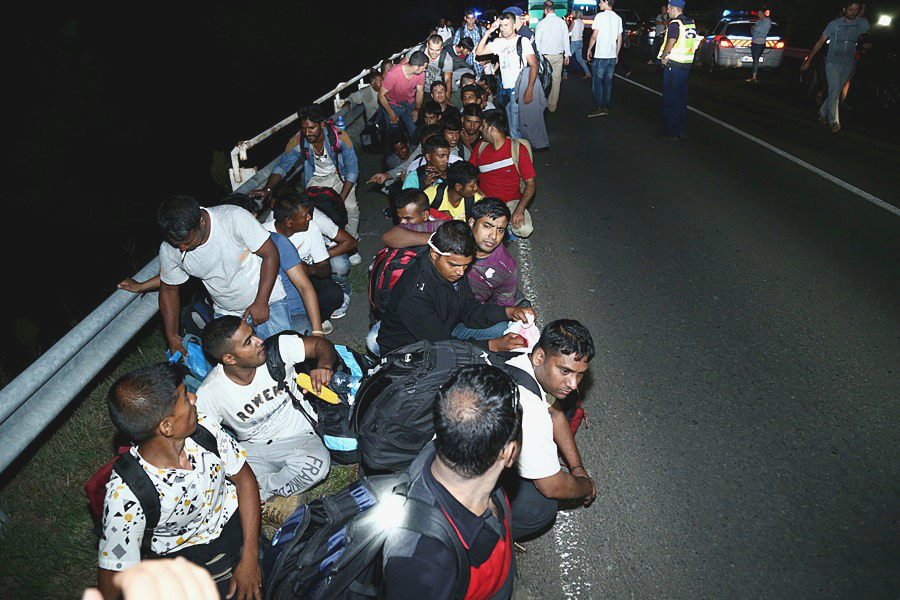
Migrants en Hongrie à proximité de la frontière serbe le 24 août 2015.

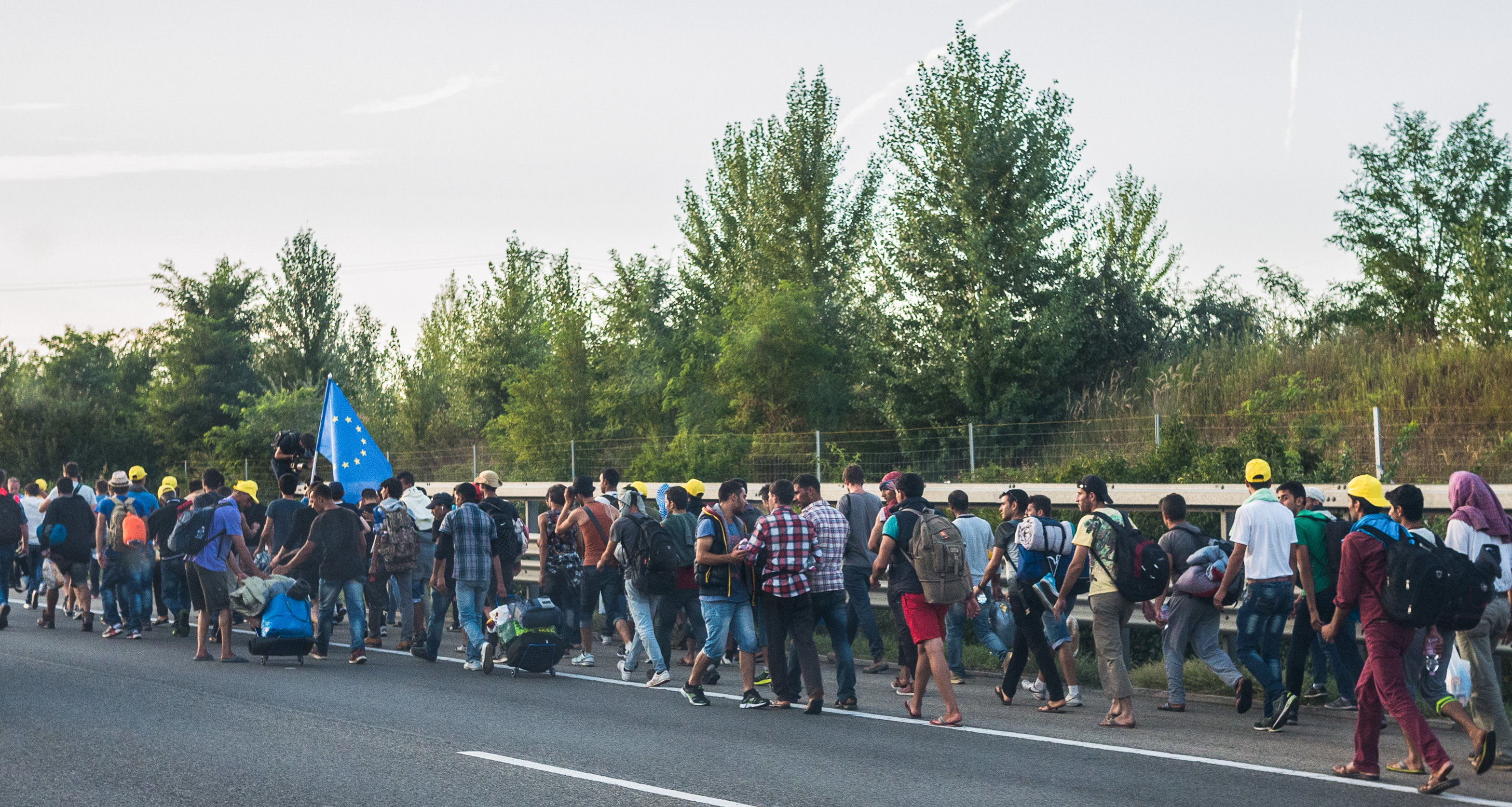
Marche de réfugiés en Hongrie, se dirigeant vers l'Autriche le 4 septembre 2015.

L'Organisation internationale pour les migrations (OIM) a relevé cinq routes de voyages privilégiées par les migrants et les réfugiés : la route de l'Afrique de l'Ouest, la route de l'Ouest méditerranéen, la route des Balkans, la route de l'Est méditerranéen et enfin la route centrale qui mène de la Tunisie et de la Libye vers l’Italie. Frontex a publié une carte des trajets migratoires et schématise les trajets suivants :
| Nom donné à la route par Frontex | Point d'entrée européen concerné | Migrants décomptés (de janvier à juin 2015) | 3 premiers pays d'origine           |
| -------------------------------- | -------------------------------- | ------------------------------------------- | ----------------------------------- |
| Afrique de l'Ouest               | Îles Canaries                    | 150                                         | Guinée, Maroc, Gambie               |
| Ouest méditerranéen              | Espagne                          | 6 698                                       | Syrie, Guinée, Côte d'Ivoire        |
| Méditerranée centrale            | Italie                           | 91 302                                      | Érythrée, Nigeria, divers           |
| Apulie et Calabre                | Italie                           | ≈ 5 000 (chiffre non précisé)               | (nationalités non précisées)        |
| Albanie et Grèce                 | Grèce                            | ≈ 4 634                                     | Albanie, Géorgie, Macédoine du Nord |
| Balkans de l'Ouest               | Hongrie                          | 102 342                                     | Afghanistan, Syrie, Kosovo          |
| Balkans de l'Est                 | Suisse                           | 717                                         | Vietnam, Afghanistan, Géorgie       |

#### Origine des migrants
D'après Frontex, les trois principaux pays d'origine des migrants au cours de l'année 2014 sont : la Syrie (27,9 %), l'Érythrée (12,2 %) et l'Afghanistan (7,8 %).
| Pays d'origine     | 2011   | 2012   | 2013   | 2014   |
| ------------------ | ------ | ------ | ------ | ------ |
| Syrie              | 1,1 %  | 10,9 % | 23,8 % | 27,9 % |
| Érythrée           | 1,1 %  | 3,6 %  | 10,5 % | 12,2 % |
| Afghanistan        | 16,3 % | 18,2 % | 8,8 %  | 7,8 %  |
| Somme des 3        | 18,5 % | 32,7 % | 43,1 % | 47,9 % |
| Autres provenances | 81,5 % | 67,3 % | 56,9 % | 52,1 % |

Si la plupart des pays européens sont aujourd'hui des terres d'immigration, la situation est très différente d'un pays à un autre. Dans les pays d'Europe du Sud, l'immigration, plus récente, concerne surtout l'agriculture, le bâtiment et les services alors qu'elle est plus diversifiée dans les pays d’Europe du Nord, où le regroupement familial favorise par ailleurs la constitution de communautés.
Les droits des immigrés dépendent du pays d'accueil et de celui d'origine ; les pays de l’Union accordent (sous conditions minimales, la plus courante étant la réciprocité) un droit de vote et d'éligibilité aux résidents étrangers pour les élections locales aux citoyens des autres pays de l'Union ; certains pays l'accordent aussi à des citoyens d'autres pays.
L'importance de la nationalité et la façon dont elle s'acquiert est un autre paramètre très variable et très important, avec grosso modo trois approches. Celles-ci incluent : droit « du sol » (ex., tradition française bien antérieure à la Révolution), droit « du sang » (ex., tradition germanique) et manifestation de volonté et décision des autorités (ex., tradition britannique basé sur le passeport accordé de façon très libérale). Ceci affecte directement la quantité et la proportion d'immigrés, chaque pays adoptant ses propres normes pour les identifier et les compter.
Il y avait en 2010, selon Eurostat, 47,3 millions de personnes nés à l'étranger qui vivaient dans l'UE27, dont 16,0 millions (3,2 %) nés dans un autre État membre de l'UE27 et 31,4 millions (6,3 %) nés dans un pays hors de l'UE27. Au total, la population née à l'étranger comptait pour 9,4 % de la population totale de l'UE27. Les pays avec le plus grand nombre de personnes nées hors de l'UE27 sont l'Allemagne (6,4 millions), la France (5,1 millions), le Royaume-Uni (4,8 millions), l'Espagne (4,1 millions), l'Italie (3,2 millions) et les Pays-Bas (1,4 million).
| Pays            | Population (2010) | Nés à l'étranger | %    | Nés dans un autre état de l'UE 27 | %   | Nés en dehors de l'UE 27 | %   |
| UE 27           | 501 098           | 47 348           | 9,4  | 15 980                            | 3,2 | 31 368                   | 6,3 |
| Allemagne       | 81 802            | 9 812            | 12,0 | 3 396                             | 4,2 | 6 415                    | 7,8 |
| France          | 64 716            | 7 196            | 11,1 | 2 118                             | 3,3 | 5 078                    | 7,8 |
| Royaume-Uni     | 62 008            | 7 012            | 11,3 | 2 245                             | 3,6 | 4 767                    | 7,7 |
| Espagne         | 45 989            | 6 422            | 14,0 | 2 328                             | 5,1 | 4 094                    | 8,9 |
| Italie          | 60 340            | 4 798            | 8,0  | 1 592                             | 2,6 | 3 205                    | 5,3 |
| Pays-Bas        | 16 575            | 1 832            | 11,1 | 428                               | 2,6 | 1 404                    | 8,5 |
| Grèce           | 11 305            | 1 256            | 11,1 | 315                               | 2,8 | 940                      | 8,3 |
| Suède           | 9 340             | 1 337            | 14,3 | 477                               | 5,1 | 859                      | 9,2 |
| Autriche        | 8 367             | 1 276            | 15,2 | 512                               | 6,1 | 764                      | 9,1 |
| Belgique (2007) | 10 666            | 1 380            | 12,9 | 695                               | 6,5 | 685                      | 6,4 |
| Portugal        | 10 637            | 793              | 7,5  | 191                               | 1,8 | 602                      | 5,7 |
| Danemark        | 5 534             | 500              | 9,0  | 152                               | 2,8 | 348                      | 6,3 |

#### Allemagne
Alors que la dernière édition du « micro-recensement » (mikrozensus) de 2005 avait montré que 15,3 millions de personnes vivant en Allemagne sont d’origine étrangère ou issus de l’immigration sur une population totale de 82,2 millions d'habitants, l’édition 2010 porte ce nombre à plus de 16 millions, dont 3,3 millions de « rapatriés » (voir ci-dessous), sur une population totale de 81,8 millions d'habitants en 2009, soit 19,6 % de la population. Cette hausse s’explique d’un côté par un recul de 1,3 million de la population de souche allemande (mortalité), de l’autre par une hausse de 715 000 de la population étrangère ou issue de l’immigration (naissances et regroupement familial). Ceci inclut toutes les personnes « ayant un antécédent migratoire » (migrationshintergrund). Sur les 16 millions d'habitants ayant une migrationshintergrund en Allemagne, on compte ainsi des enfants pourvu d'un parent de souche allemande. Si cette population d'origine immigrée ou étrangère correspond à 19,6 % de la population totale du pays en 2009, ce taux est de plus de 33 % pour la population de 0 à 5 ans.
En Allemagne, c'est le concept de migrationshintergrund qui prévaut dans les statistiques, expression que l'on pourrait traduire par « ayant un antécédent migratoire ». La population est ainsi, en quelque sorte, comptabilisée entre population de pure souche allemande et population mélangée et d'origine étrangère. L'année 1950 est l'année de référence avant laquelle toute origine étrangère ou toute migration est ignorée. Cela s'explique facilement par l'extrême homogénéité de la population allemande après la Seconde Guerre mondiale, résultat de l'eugénisme nazi. Est ainsi désigné comme personne ayant une « migrationshintergrund » toute personne :
- ayant elle-même immigré et ayant gardé sa nationalité étrangère ;
- ayant elle-même immigré et ayant acquis la nationalité allemande par naturalisation (einbürgerung) ;
- ayant au moins un de ses parents ou de ses grands-parents qui est « issu des flux migratoires ».

Ceci implique que seront comptabilisées, dans la population mit migrationshintergrund à la fois un individu ayant un parent autrichien et un parent allemand, un individu dont tous les grands-parents sont d'origine turque, ou encore un individu d'origine allemande lointaine revenu en tant que spätaussiedler. Contrairement aux Pays-Bas, par exemple, où la différence entre « autochtone » et « allochtone » n'est valide que sur les 1re et 2e générations, les statistiques allemandes prévoient, a priori, de chiffrer l'ensemble des descendants (nachkommen), y compris les mélanges. De 1985 à 1990 inclus, l'Allemagne a reçu non moins de 2 300 000 immigrés supplémentaires, en grande partie originaires des pays de l'Europe de l'Est, mais cet important apport n'a pas réussi à empêcher la baisse de la natalité allemande en 1991-92 (chute de 905 675 naissances en 1990 à 809 114 en 1992 soit une perte de 10 %), et le mouvement ne s'arrêta pas à ce niveau. De nouveaux plus bas furent enregistrés, en 94-95 d'abord, puis au cours des premières années du XXIe siècle (766 999 naissances en 2000 contre 673 675 en 2006, soit une perte de 12,6 %).
Cependant, dans cette population issue des flux migratoires, il faut noter que les gens issus du rapatriement des populations allemandes installées depuis des générations en Europe de l'Est et en particulier en Russie sont comptabilisés dans la population « issue des flux migratoires », avec migrationshintergrund. Le nombre de ces aussiedler ou spätaussiedler s'élèverait à au moins 3,3 millions de personnes. Les Allemands de Russie (Russlanddeutsche) forment la grande majorité de ce groupe. Cette population est venue en Russie appelés par Catherine de Russie pour développer les terres de la Volga et d'Ukraine. Cette minorité ethnique, à laquelle les tsars avaient accordé la liberté de culte et d'autres privilèges, en particulier financiers, s'intégra peu et se mélangea encore moins à la population russe. Persécutés sous Staline, déportés vers l'Asie centrale et la Sibérie par myriades en 1941, ces « Allemands de Russie » se sont précipités en grand nombre vers leur lointaine mère patrie dans les années 1990, dès la chute du rideau de fer.

#### Espagne
Longtemps pays d'émigration vers l'Europe et l'Amérique latine, l'Espagne est devenue une terre d'accueil dans les années 1980. Il y avait officiellement 100 000 immigrés en 2005. Les principaux pays d'origine des immigrants sont le Maroc, l'Équateur et la Roumanie. En 2010, la proportion d'immigrés était de 14 %.
L'Espagne est un lieu de destination de transit pour les immigrés clandestins en provenance d'Afrique. Au cours des cinq premiers mois de 2006, plus de 7 500 immigrés clandestins ont débarqué sur les côtes des îles Canaries. Le Premier ministre a dû répondre aux attaques de l'opposition sur cette question et a demandé le soutien de l'Union européenne. Celle-ci a promis l'envoi de patrouilles aéronavales afin de surveiller la région. D'autre part, le gouvernement espagnol a renforcé sa collaboration diplomatique avec les pays d'Afrique de l'Ouest. Le journal La Razon a révélé que sur les quatre premiers mois de 2006, 60 000 Roumains et Bulgares étaient arrivés en Espagne. Il a rappelé que l'immigration la plus importante venait d'Amérique latine et d'Europe centrale[source insuffisante].
L'Espagne a procédé à plusieurs opérations de régularisation d'immigrés clandestins depuis les années 1980. La dernière opération en date, lancée par le gouvernement de José Luis Rodríguez Zapatero, a abouti à la régularisation de 700 000 personnes entre février et mai 2005. Certains pays membres de l'espace de Schengen, comme l'Allemagne ou les Pays-Bas, ont critiqué cette mesure car les immigrés munis de papiers attribués par l'Espagne peuvent ensuite circuler librement dans les autres pays.

#### France
Selon Cris Beauchemin, chercheur à l'INED, on peut estimer en 2018 que deux personnes sur cinq (soit 40 % de la population vivant en France) sont issues de l’immigration sur trois générations.
Les mobilités locales semblent en France au XVIIIe siècle, au vu des registres paroissiaux et d'état civil, souvent limitées. Ainsi, les nouveaux conjoints de quelques villages étudiés dans les Pyrénées venaient généralement d'un rayon d'une quinzaine de kilomètres. Ces registres peuvent cependant cacher l'origine de nombreux enfants illégitimes et la mobilité de certains couples, ce qui rend difficile la reconstitution des généalogies réelles, et même sans tenir compte de ces marges d'erreur, et sans analyse génétique à l'appui, des villages français isolés montrent une exogamie « non négligeable » et qui va souvent croître avec le développement des voies de communication. Cette part d'exogamie est l'un des indicateurs de mobilité géographique des personnes,, et même si elle est réduite (au sein du village comme « unité d'engogamie territoriale ») « suffit à assurer un renouvellement assez rapide du patrimoine génétique dans le village ». Une grande partie de la population était supposée sédentaire, vivant essentiellement dans un rayon de 7 km, et jusqu'au début du XIXe siècle ayant pour seul mode de transport la marche, la vie se déroulait presque entièrement dans cet espace. Les échanges de produits se faisaient essentiellement de proche en proche, 90 % des biens disponibles étant produits dans un rayon de 7 km.
À la fin du XVIIIe siècle, le découpage du territoire français en communes tient compte de la distance parcourue à pied en une journée. À l'époque, on parlait même parfois d'immigré quand une personne venait du village voisin le plus proche, les mariages inter-villages étant alors mal vus[réf. nécessaire]. L'exode rural est à certaines époques important, de même que le phénomène d'attraction des grandes villes.

Schéma explicitant les définitions des catégories Étranger, Immigré, Immigrant et Français dans le contexte français.

En France l'INSEE définit actuellement comme immigrée toute « personne née de nationalité étrangère à l’étranger et résidant en France » ; « après son arrivée en France, il peut devenir français par acquisition (immigré français) ou garder sa nationalité (immigré étranger) […] Des personnes nées françaises à l’étranger sont donc exclues de cette définition ».
Selon l'INED et le recensement de 1999, environ 13,5 millions des personnes vivant en France en 1999 avaient une origine étrangère totale ou partielle sur trois générations, soit 23 % de la population. Gérard Noiriel estime en 2002 cette part à environ 33 % si l'on remonte jusqu'aux arrière-grands parents. En 2014 l'historien Pascal Blanchard conclut que les Français sont quasi majoritairement issus de l'immigration récente puisqu'« un quart des Français ont une origine extra-européenne (le plus souvent coloniale, y compris pour les « rapatriés » dont les parents étaient souvent étrangers) sur trois ou quatre générations et un autre quart ont un grand-parent au moins issu des immigrations intra-européennes ».
En 2013, la France accueille, selon la définition internationale des Nations unies (« personne née dans un autre pays que celui où elle réside »), 7,4 millions de personnes, soit 11,6 % de sa population, dont environ 5,5 millions (8,3 %) nées hors de l'Union européenne. Elle serait ainsi au septième rang mondial pour le nombre d'immigrés, derrière les États-Unis (45,8 millions), la Russie (11), l'Allemagne (9,8), l'Arabie saoudite (9,1), les États Arabes Unis (7,8), le Royaume-Uni(7,8). Comparée aux pays européens la France (11,6 %) serait derrière le Luxembourg (43,3 %), la Suède (15,9 %), l'Irlande (15,9 %), l'Autriche (15,7 %), l'Espagne (13,8 %), le Royaume-Uni (12,4 %), l'Allemagne (11,9 %), mais devant l'Italie (9,4 %). Dans l'Union européenne la France compte proportionnellement plus de personnes issues de l'immigration (1re et 2e générations) chez les personnes âgées de 25 à 54 ans (avec 13,1 % d'immigrés et 13,5 % d'enfants d'au moins un immigré, soit un total de 26,6 %), devant le Royaume-Uni (24,4 %), les Pays-Bas (23,5 %), la Belgique (22,9 %), l'Allemagne (21,9 %) et l'Espagne (20,2 %).
En 2012, 5,7 millions d’immigrés (au sens « personne née étrangère dans un pays étranger ») vivaient en France, soit 8,7 % de sa population globale. 40 % d’entre eux avaient la nationalité française (acquise par naturalisation ou mariage),. Les enfants d'immigrés, descendants directs d'un ou de deux immigrés étaient en 2008 6,5 millions de personnes (11 % de la population). Trois millions d’entre eux avaient leurs deux parents immigrés.
Les immigrés sont principalement européens (34 %) et du Maghreb (30 %), puis d'Asie (14 %, dont le tiers de la Turquie) et d'Afrique subsaharienne (11 %). Les immigrés et leurs enfants (seconde génération) étaient 11,8 millions en 2008 (dont un peu plus de 5 millions d'origine européenne et 4 millions d'origine maghrébine), soit 19 % de la population.
En 2004, l'immigration vers la France était principalement d'origine africaine (Maghreb et Afrique subsaharienne). Sur les 210 075 personnes étrangères (immigrés et demandeurs d'asile), 100 567 venaient d’Afrique.
40 % des immigrés résident en Île-de-France (un habitant sur trois y est immigré ou descendant direct d'immigré), 11 % en Rhône-Alpes et 9 % en Provence-Alpes-Côte d'Azur.
De 1977 à 2013, 7,8 millions de personnes nées en métropole sur un total de 28,3 millions de naissances (27,6 %), soit les personnes âgées de moins de 37 ans au 1er janvier 2014, ont au moins un parent né à l'étranger (21,5 % au moins un parent né hors de l'Europe). En 2013, 28,2 % des enfants nés en métropole ont au moins un de leurs parents né à l'étranger (24,7 % un parent né hors de l'Union européenne), contre 24,3 % en 2003. Pour la seule Métropole, cette proportion avait diminué, passant de 31,5 %, son point le plus haut en 1988, à 22,4 % en 2000 ; mais depuis 2001 elle augmente régulièrement,,. Si l'on remonte jusqu'aux grands-parents, près de 40 % des nouveau-nés entre 2006 et 2008 ont au moins un grand-parent immigré (16 % au moins un grand-parent né au Maghreb, 11 % au moins un grand-parent né dans l'Union européenne et 13 % au moins un grand-parent né dans une autre région du monde),.
Les phénomènes d'immigration, d'expatriation et d'assimilation font partie des phénomènes démographiques suivis, en France, par l'INSEE (Institut National de la Statistique et des Études Économiques) ; ils demandent des statistiques suivies sur le temps long.
| Pays/région            | 1re génération (en milliers) | 2e génération (en milliers) | Total  | %    |
| Espagne                | 257                          | 620                         | 877    | 7,3  |
| Italie                 | 317                          | 920                         | 1 237  | 10,3 |
| Portugal               | 581                          | 660                         | 1 241  | 10,4 |
| Autres pays de l'UE 27 | 653                          | 920                         | 1 573  | 13,2 |
| Autres pays européens  | 224                          | 210                         | 434    | 3,6  |
| Total Europe           | 2 032                        | 3 330                       | 5 362  | 44,9 |
| Algérie                | 713                          | 1 000                       | 1 713  | 14,3 |
| Maroc                  | 654                          | 660                         | 1 314  | 11,0 |
| Tunisie                | 235                          | 290                         | 525    | 4,4  |
| Total Maghreb          | 1 602                        | 1 950                       | 3 552  | 29,7 |
| Afrique subsaharienne  | 669                          | 570                         | 1 239  | 10,4 |
| Turquie                | 239                          | 220                         | 459    | 3,8  |
| Asie du Sud-Est        | 163                          | 160                         | 323    | 2,7  |
| Autres pays d'Asie     | 355                          | 210                         | 565    | 4,7  |
| Amérique/Océanie       | 282                          | 170                         | 452    | 3,8  |
| Total autres régions   | 1 708                        | 1 330                       | 3 038  | 25,4 |
| Total                  | 5 342                        | 6 610                       | 11 952 | 100  |

Flux inverse de l’immigration, l'émigration est un phénomène en croissance en France avec, au 30 avril 2013, plus de 1 610 000 français inscrits au Registre mondial des Français établis hors de France, non-compris environ 500 000 Français « non-inscrits » mais signalés par les postes consulaires, alors que 12 ans plus tôt, fin 2001, ces émigrés n'étaient qu'environ un million ; l’augmentation récente des sorties de personnes nées en France vient gonfler la présence française à l’étranger. Selon l'INSEE en 2013, « un peu moins de 3 millions et demi de personnes nées en France vivraient à l’étranger ».

#### Italie
Pays d'émigration jusqu'aux années 1960, l'Italie est devenue progressivement une terre d'immigration. Depuis les années 1990, l'Italie a ainsi accueilli de nombreux réfugiés en provenance de l'ex-Yougoslavie, ainsi que de Somalie. Le nombre officiel d'immigrés était de 3 millions fin 2005. L'Italie fait aussi face à des vagues d'immigration clandestine, en particulier par voie de mer : Albanais sur la côte des Pouilles, Africains sur l'île de Lampedusa au sud du pays. Le gouvernement Berlusconi (2001-2006) a mis en place des vols charters vers les pays d'origine et a tenté de lutter contre l'arrivée d'immigrés clandestins par bateau. En 2005, 207 bateaux ont été arraisonnés par les autorités italiennes à proximité du littoral, sur un total estimé de 22 000 immigrés clandestins. Par ailleurs, le gouvernement a régularisé 690 000 clandestins en 2003.
En 2002, la loi Bossi-Fini crée un fichier d'empreintes génétiques pour les demandeurs de visas, et des quotas annuels d'immigrés pouvant être accueillis pour les besoins du marché du travail et selon les capacités d'intégration économique du pays. En 2006, 170 000 immigrés pourraient ainsi entrer légalement en Italie. Le gouvernement Prodi, entré en fonction au printemps 2006, a annoncé sa volonté de revenir sur la plupart des dispositions de la loi Fini-Bossi et de faciliter l'obtention de la citoyenneté italienne. Il n'y est pas parvenu et après les élections du 13 et 14 avril 2008, le quatrième gouvernement Berlusconi est entré en fonction le 9 mai 2008. Ce gouvernement considère l'introduction du crime d'immigration clandestine et d'autres mesures facilitant les expulsions des immigrés irréguliers
En 2011, à la suite de la révolution tunisienne, l'île de Lampedusa a connu des arrivées massives de personnes en provenance de Tunisie, qui ont profité de l'absence de surveillance sur les côtes tunisiennes. Presque cinq mille personnes sont ainsi entrées en un seul weekend; au total, les autorités italiennes ont arrêté environ quinze mille personnes. Un grand nombre des arrivants ont ensuite quitté l'Italie.
L‘Italie est également confrontée au fait que la mafia s'est en partie infiltrée dans le système d'asile du pays.

#### Pays-Bas
Aux Pays-Bas, les candidats à l'immigration doivent passer un test d'aptitude sur la culture et la langue néerlandaises, et suivre des cours de langue (obligatoires mais gratuits) et un projet de loi prévoit de faire passer ce test à des immigrés présents depuis longtemps sur le sol des Pays-Bas. La municipalité de droite de Rotterdam a édicté en janvier 2006 un code de bonne conduite aux étrangers qui leur impose d'utiliser le néerlandais dans les lieux publics. Depuis le changement de majorité, l'application en est suspendue.

#### Suède
Les citoyens étrangers du monde peuvent s'installer en Suède, cela signifie qu'ils peuvent demander des visas de travail ou d'affaires. Des catégories spéciales de visas sont également disponibles pour ceux qui souhaitent étudier ou mener d'autres activités.

#### Royaume-Uni
Le Royaume-Uni après la fin de la Seconde Guerre mondiale et la fin de l'Empire britannique a connu une immigration importante issue de ses anciennes colonies. Les membres du Commonwealth gardaient le titre de « citoyen britannique » leur permettant de venir et travailler librement au Royaume-Uni. À la fin des années 1950, de premières tensions naissent entre immigrés et Britanniques de souche dans certains quartiers comme Notting Hill à Londres. Les problèmes économiques rencontrés par le Royaume-Uni au cours de la décennie suivante la poussent à mettre en place les premières mesures de restriction de l'immigration. Les habitants du Commonwealth ne peuvent plus venir s'installer librement sur le sol britannique. À la fin des années 1960, l'immigration nouvelle diminue, au profit du regroupement familial, alors que le gouvernement mène une politique de lutte contre les discriminations qui, contrairement aux politiques françaises, se base sur la reconnaissance des catégories ethniques qui figurent dans les recensements. Une Commission for Racial Equality (CRE) lutte contre les discriminations et pour l'intégration des personnes de toutes races. Indépendante du gouvernement, cette commission favorise la représentation des minorités ethniques dans la vie publique. Elle décerne un prix annuel de la personnalité médiatique (par exemple remis en 2005 au footballeur Thierry Henry).
Dans les années 2000, ce modèle multiculturaliste est débattu ; on lui reproche de limiter l'intégration des communautés ethniques dans la société, critique renforcée après les attentats de juillet 2005 à Londres dont plusieurs des principaux suspects étaient des citoyens du Royaume-Uni. Le gouvernement de Tony Blair envisage ainsi de modifier le statut des demandeurs d'asile en limitant leur droit de séjour (non permanent, limité à 5 ans) tout en favorisant une immigration d'élites via des permis de séjour et de travail attribués en fonction de l'âge des postulants, de leur qualification et expérience professionnelles, et de leur connaissance de l'anglais…

### Russie
En 2007, la Russie veut faire passer le nombre de ressortissants des pays de la CEI travaillant sur son territoire de onze à six millions alors qu'une loi sur l'immigration permet notamment de limiter le travail des ONG, notamment lorsqu'il s'agit d'étrangers militants des droits de l'homme. Fin 2008, la Russie comptait quelque 10 millions d’immigrés.

### Suisse
D'après la définition de l'Office fédéral de la statistique (OFS), la population immigrée se compose de « toutes les personnes, quelle que soit leur nationalité actuelle, qui ne sont pas nées en Suisse et qui y ont donc immigré », incluant donc les Suisses de l'étranger venus s'établir en Suisse, d'une part, excluant les personnes étrangères nées en Suisse. Selon l'OFS, la population descendante d'immigrés comprend « toutes les personnes, quelle que soit leur nationalité actuelle, qui sont nées en Suisse et dont au moins un parent est né à l'étranger ».
En 2001, 2,1 millions d’immigrés et de descendants d’immigrés de 15 ans ou plus vivaient en Suisse. En y ajoutant les 300 000 enfants de moins de 15 ans, il y aurait environ 2,4 millions de personnes (33 % de la population résidente permanente, chiffre composé aux deux tiers par les immigrés et pour un tiers par leurs descendants.
Selon l'OCDE, en 2012, la Confédération a accueilli le plus grand nombre d'immigrés proportionnellement à sa population soit 1,6 %, soit 125 600 migrants. La Suisse devance ainsi la Norvège (1,2 %) et l'Australie (1,1 %). La moyenne des pays de l'OCDE est 0,6 %. L'Autriche est à 0,6 %, l'Allemagne, l'Espagne et le Royaume-Uni sont à 0,5 % et l'Italie et la France sont à 0,4 %. En 2012, la Suisse a donc accueilli en proportion quatre fois plus de migrants que la France (258 900 migrants) pour un territoire 15 fois plus petit. L'augmentation du nombre d'immigrés s'est poursuivie en 2013, avec 136 200 nouvelles arrivées. Les principaux pays de provenance sont l'Allemagne (18 % du total), le Portugal, l'Italie, la France, l'Espagne, la Grande-Bretagne, les États-Unis, la Pologne, l'Autriche et l'Inde.
Avec 20 000 demandeurs en 2013 et 26 000 en 2012, la Suisse est en huitième position en ce qui concerne les demandes d'asile.

## Immigration illégale

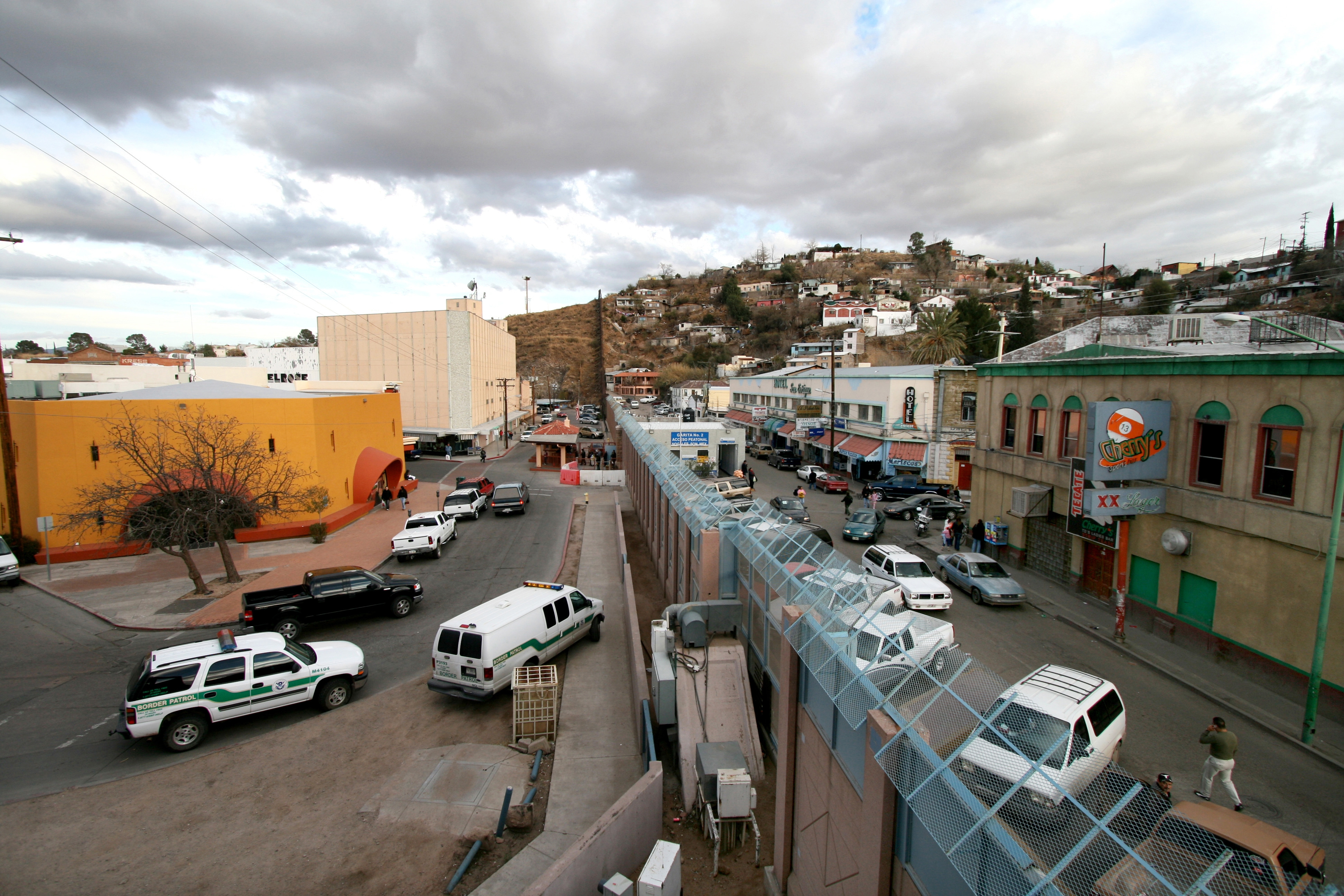
Un fort différentiel économique explique en partie l'immigration illégale. Ici, le mur de Nogales sépare à gauche les États-Unis et à droite le Mexique.

L'immigration illégale concerne les habitants de pays plus pauvres qui cherchent un meilleur niveau de vie dans les pays plus riches.
Ceci se fait illégalement, et les clandestins prennent fréquemment des risques importants pouvant mettre leur propre vie en péril afin de rejoindre des pays présentant des conditions de vie qu'ils espèrent meilleures. Ils n'hésitent donc pas à tout abandonner pour tenter l'aventure souvent « aidés » dans cette entreprise par des passeurs peu honnêtes leur faisant payer un prix exorbitant pour leur fournir les moyens de franchir les obstacles naturels (mers, montagne, fleuve, etc.) ou humains (poste frontière) dans des conditions de sécurité extrêmement précaires.

## Effets sur les salaires et l'emploi
La plupart des études effectuées concluent que l'immigration n'a pas d'incidence sur le salaire ou l'emploi moyens des natifs. L'immigration n’induirait qu'un changement d'échelle : une augmentation proportionnelle de la population, de l'emploi et de la production sans incidence sur le niveau du salaire moyen. Ces résultats ne sont toutefois pas généralisables à l’ensemble des contextes migratoires « car ils portent majoritairement sur des épisodes d’immigration traditionnelle où les flux sont plutôt modestes, stables et parfaitement anticipés ».
En revanche, une série d'études analysant les réactions des salaires et de l'emploi à des épisodes d'immigration exceptionnelle, montre que « lorsque l’arrivée de migrants est massive, soudaine et imprévue », les effets de l'immigration sur le marché du travail peuvent créer des effets de plus long terme. C'est ce qu'indique l'étude du rapatriement des 600 000 Français d’Algérie en 1962 ou encore celle du rapatriement des 500 000 Portugais d'Angola et du Mozambique en 1974-75. C'est également le cas en Allemagne après l'entrée imprévue de travailleurs tchèques dans le sud-est du pays en 1992 ou en Turquie après l'arrivée des réfugiés syriens en 2012. Ces études montrent que ces afflux de population ont eu tendance à réduire les salaires et/ou les opportunités d’emploi des natifs dans les premières années suivant le choc migratoire.
L'étude qui porte sur les rapatriés d'Algérie montre que ces effets dépressifs n'ont disparu qu'à l'horizon de 10 à 15 ans. De la même façon, l'économiste américain George J. Borjas avait montré que l'afflux de plus de 125 000 réfugiés cubains dans la ville de Miami en 1980, 60 % de ces réfugiés étant sans diplôme, avait eu pour conséquence de réduire le salaire des travailleurs natifs non qualifiés par rapport à celui des qualifiés. Borjas a publié un certain nombre d'études qui concluent que l'immigration peu qualifiée affecte négativement les natifs peu qualifiés (tout en affectant positivement les natifs moyennement et hautement qualifiés), une proposition qui est débattue parmi les économistes.
D'autres études menées au Canada et en France (respectivement en 2007 et 2015) suggèrent, elles, que l'immigration des dernières décennies dans ces pays a surtout augmenté le nombre relatif de travailleurs qualifiés, réduisant le salaire des travailleurs qualifiés et augmentant celui des faiblement qualifiés.

## Liens entre Immigration et délinquance
Selon les économistes Gianmarco Daniele, Olivier Marie et Paolo Pinotti, le lien de cause à effet entre l’immigration et la hausse de la criminalité relève du mythe. À l’inverse, les mesures qui criminalisent les immigrés en situation irrégulière, ou limitent leur accès à l’emploi, peuvent quant à elles accroître la délinquance.

## Scolarité
D'après l'enquête PISA de 2015, la moitié des élèves des Émirats arabes unis, du Luxembourg, de Macao (Chine) et du Qatar sont issus de l’immigration, et un élève sur trois au Canada, à Hong Kong (Chine) et en Suisse.